# Challenge Henry Groutards 1965
La temporada de 1965 de la Challenge Henry Groutards, anomenada també Màster Internacional de trial, fou la 2a edició d'aquest campionat, organitzat per la FIM. El calendari oficial constava de 2 proves puntuables, celebrades entre el 21 i el 28 de febrer. Gustav Franke va guanyar amb la Zündapp la primera de les dues Challenges consecutives que va guanyar al llarg de la seva carrera. En aquesta ocasió, a banda dels nombrosos alemanys, belgues i francesos, hi participaren diversos anglesos en companyia del vigent campió, Don Smith.
Aquesta edició comptà de nou amb la participació dels belgues Jacky Ickx, quart classificat final, i Roger De Coster, vintè. Tots dos, però, començaren a centrar-se aquell mateix any en les modalitats en què van triomfar pocs anys després: l'automobilisme i el motocròs, respectivament.

## Sistema de puntuació
| Posició | 1  | 2  | 3  | 4  | 5  | 6  | 7  | 8  | 9  | 10 | 11 | 12 | 13 | 14 | 15 | 16 | 17 | 18 | 19 | 20 |
| Punts   | 25 | 22 | 20 | 18 | 16 | 15 | 14 | 13 | 12 | 11 | 10 | 9  | 8  | 7  | 6  | 5  | 4  | 3  | 2  | 1  |

## Calendari
| Ronda | Data         | Prova   | Lloc              | Guanyador     |
| ----- | ------------ | ------- | ----------------- | ------------- |
| 1     | 21 de febrer | França  | Clamart           | Gustav Franke |
| 2     | 28 de febrer | Bèlgica | Braine-le-Château | Gustav Franke |

## Classificació final
| Posició | Pilot              | Motocicleta | Punts |
| ------- | ------------------ | ----------- | ----- |
| 1       | Gustav Franke      | Zündapp     | 50    |
| 2       | Andreas Brandl     | Zündapp     | 35    |
| 3       | Günter Sengfelder  | Zündapp     | 32    |
| 4       | Jacky Ickx         | Zündapp     | 27    |
| 5       | Bill Wilkinson     | Greeves     | 23    |
| 6       | Siegfried Gienger  | Zündapp     | 22    |
| 7       | Alfred Lehner      | Zündapp     | 20    |
| 8       | Don Smith          | Greeves     | 17    |
| 9       | Claude Vanstenagen | Greeves     | 18    |
| 10      | Donald Hitchcock   | Greeves     | 17    |